# Авъенваям
Авъенваям (Авьяваям, Авъе́вая́м, Авьеваям, Авья; устар. Теличинская; Авья-Ваям; коряк. Ав’ъев’аям) — река на северо-востоке полуострова Камчатка. Протекает по территории Олюторского района Камчатского края Российской Федерации. Впадает в бухту Скрытую.
Длина реки — 155 км. Площадь водосборного бассейна — 1330 км². Высота истока — 500 м.

## Название
Название в переводе с коряк. Ав’ъев’аям — «пастбищная река», происходит от коряк. ав’ъны «пастбище, кормовоще» + коряк. в’аям «река». С. П. Крашенинников в 1740 году упоминал её как речку Теличинскую, вблизи которой располагался корякский острожек Теллечи (название происходит от «тэллычан» — «дверь жилища»).

## Характеристика
Река расположена на пути между Тиличиками и Корфом с одной стороны и Хаилино — с другой. Моста не существует. В летнее время река пересекается вброд или на водоплавающей технике, в зимнее — по льду, что иногда приводит к человеческим жертвам и потерям техники.
В реке постоянно обитают хариусы и гольцы, нерестятся другие виды лососевых (чавыча, нерка, кижуч, горбуша). Популярна, как место спортивной и любительской рыбалки. Вблизи реки обнаружены два источника вод, условно отнесённых к минеральным.
После Олюторского землетрясения 2006 года, от которого пострадали расположенные поблизости посёлки Тиличики и Корф, «Ленгидропроект» рассматривал Авью как возможное место строительства небольшой ГЭС с безплотинной компоновкой (не мешающей нересту рыбы) для обеспечения электричеством восстанавливающихся Тиличик.

## Данные водного реестра
По данным государственного водного реестра России относится к Анадыро-Колымскому бассейновому округу.
Код объекта в государственном водном реестре — 19060000212120000006486.